# Baie Tomales
La baie Tomales (en anglais : Tomales Bay) est une baie américaine dans le comté de Marin, en Californie. Elle constitue un site Ramsar depuis le 21 octobre 2002.